# Please Me
«Please Me» (с англ. — «Доставь мне удовольствие») — песня, записанная американской хип-хоп исполнительницей Карди Би совместно с американским певцом Бруно Марсом. Песня была выпущена 15 февраля 2019 года.

## Релиз
13 февраля 2019 года Карди Би деактивировала свой инстаграм-аккаунт после массовых нападок людей, которые посчитали её победы на «Грэмми» незаслуженными. Однако уже 14 февраля Карди вернула свой профиль и сразу же объявила о выходе своего нового сингла, тогда же она представила обложку. 15 февраля состоялась премьера сингла. В день выхода «Please Me» удалось возглавить американский iTunes.